# Joseph Joachim Benedikt Münster
Joseph Joachim Benedikt Münster   (1694 - 1751) fou un compositor i musicòleg alemany.
Es matriculà en la Universitat de Salzburg el 1710, però el 1712 la mort del seu pare i l'immediat nou matrimoni de la seva mare acabaren els seus estudis. El 1715, any en què es casà, estava treballant com a mestre d'escola i director de cor en l'església de "St. Zeno" a Bad Reichenhall. Més tard canvià la seva professió de docent per la de Lleis (notari i magistrat), ensems que conservava el seu lloc.
Deixà les composicions següents:
- Vesperae (Augsburg, 1732);
- Canticum canticorum, lletanies i antifones (Augsburg, 1735);
- Vesperae pro toto anno, Concertationes (Augsburg, 1744);
- Litaniae 4 voc, et, 5 instrum, (1751), i 60 motets.

A més, va compondre, algunes obres didàctiques, com: Musices instructiu in brevissimo regulari compendio radicaliter data (Halle, 1732: 9.ª ed., Augsburg, 1781), i Scala jacob ascendendo et descendendo (Augsburg, 1743).